# Park Hyo-joo
Park Hyo Joo là một diễn viên Hàn Quốc. Cô được biết đến qua vai chính trong bộ phim Chosun Police Season 1, cũng như những vai phụ trong "Đối đầu", và loạt phim truyền hình "Thành phố trên không" và "Kẻ săn đuổi".

## Sự nghiệp và đời tư

### Sự nghiệp
Park Hyo-joo bắt đầu sự nghiệp trong ngành giải trí với tư cách là người mẫu tạp chí thời trang vào năm 2001. Sau đó, cô xuất hiện như một nữ diễn viên phụ trong nhiều bộ phim khác nhau. Thông qua bộ phim truyền hình 2012 "Kẻ săn đuổi", Cô bắt đầu thu hút sự chú ý của người xem, và cô đã được giao vai chính đầu tiên của mình trong bộ phim 2016 "Không ngày mai". Cô là một nữ diễn viên đam mê và sẵn sàng thử thách bản thân thông qua nhiều vai trò khác nhau.
Cô từng học múa ba lê, nhưng cô được chẩn đoán mắc một căn bệnh hiếm gặp là gai cột sống, một khuyết tật bẩm sinh xảy ra khi cột sống và tủy sống không hình thành đúng cách, khi cô còn là học sinh trung học. Cô từ bỏ khiêu vũ và trở thành người mẫu tạp chí thời trang. Kể từ đó, cô có thể tham gia diễn xuất và nhạc kịch một cách tự nhiên.

### Đời tư
Park Hyo-joo kết hôn với doanh nhân lớn hơn tuổi sau ba năm yêu nhau vào ngày 12 tháng 12 năm 2015. Lễ cưới được tổ chức tại một buổi lễ nhà thờ.

## Phim đã tham gia

### Phim truyền hình
| Năm  | Tên phim bằng tiếng Việt      | Tên phim bằng tiếng Anh           | Tên phim tiếng Hàn               | Vai diễn                 |
| ---- | ----------------------------- | --------------------------------- | -------------------------------- | ------------------------ |
| 2003 |                               | Garden of Eve                     | 이브의 화원                      | Choi Mi-so               |
| 2004 | Ánh sáng tình yêu             | Sunlight Pours Down               | 햇빛 쏟아지다                    | Seung-ok                 |
| 2004 |                               | 인디비아                          |                                  |                          |
| 2004 |                               | What Should I Do?                 | 나 어떡해                        | Kyung-ja                 |
| 2005 | Cô giáo và kẹo bông gòn       | Hello My Teacher                  | 건빵선생과 별사탕                |                          |
| 2006 |                               | Thank You, My Life                | 인생이여 고마워요                | Ga-eul                   |
| 2006 |                               | A Woman's Choice                  | 그 여자의 선택                   | So Mi-na                 |
| 2007 | Thành phố trên không          | Air City                          | 에어시티                         | Im Ye-won                |
| 2007 |                               | I'm a Very Special Lover          | 내게 아주 특별한 연인            | Kim Hong                 |
| 2007 | Thám quan kỳ án               | Chosun Police Season 1            | 조선 과학수사대 별순검           | Yeo-jin                  |
| 2009 | Công Chúa Ja Myung Go         | Princess Ja Myung Go              | 자명고                           | Chi-so                   |
| 2010 | Cô cảnh sát đào hoa           | Secret Agent Miss Oh              | 국가가 부른다                    | Đặc vụ Park Se-mi        |
| 2011 | Sát Thủ K                     | Killer Girl K                     | 소녀K                            | Min Ji-young             |
| 2012 | Sự Sống Còn Mạnh Mẽ Của K-POP | K-POP Extreme Survival            | K-팝 최강 서바이벌               | Trưởng nhóm Han Jung-eun |
| 2012 | Kẻ săn đuổi                   | The Chaser                        | 추적자 THE CHASER                | Thám tử Jo               |
| 2012 |                               | The Great Dipper                  | 칠성호                           | Choi Jae-hee             |
| 2014 | Khát Khao Hạnh Phúc 3         | I Need Romance 3                  | 로맨스가 필요해 - 시즌 3         | Lee Min-jung             |
| 2014 | Bộ ba quyền lực               | Triangle                          | 트라이앵글                       | Kang Jin                 |
| 2014 | Đội điều tra đẹp lão          | Flower Grandpa Investigation Unit | 꽃할배 수사대                    | Jeon Hye-jin             |
| 2014 | Cánh cửa bí mật               | Secret Door                       | 비밀의 문                        | Woon-shim                |
| 2015 | Trở lại tuổi 20               | Twenty Again                      | 두번째 스무살                    | Kim Yi-jin               |
| 2016 | Truy sát                      | Wanted                            | 원티드                           | Yeon-Woo-Shin            |
| 2018 | Tôi phát điên!                | You Drive Me Crazy                | 미치겠다, 너땜에!                | Lee Hyun-ji              |
| 2018 | Vị khách                      | The Guest                         | 손 the guest                     | Mẹ của Gil-young         |
| 2018 |                               | Quiz of God                       | 신의 퀴즈                        | Moon Soo-aN              |
| 2018 |                               | 신의 퀴즈: 리부트                 |                                  |                          |
| 2019 | Gió Không Ngừng Thổi          | The Wind Blows                    | 바람이 분다                      | Jo Mi-kyeong             |
| 2019 | Phụ tá 2                      | Chief of Staff 2                  | 보좌관2 - 세상을 움직이는 사람들 | Lee Ji-eun               |
| 2020 | Người thầy y đức 2            | Dr. Romantic 2                    | 낭만닥터 김사부 2                | Shim Hye-jin             |
| 2022 | Dưới bóng trung điện          | Under the Queen's Umbrella        | 슈룹                             | Thượng cung Bảo mẫu      |

### Phim điện ảnh
| Năm  | Tên phim bằng tiếng Việt | Tên phim bằng tiếng Anh    | Tên bằng tiếng Hàn   | Vai diễn              |
| ---- | ------------------------ | -------------------------- | -------------------- | --------------------- |
| 2001 |                          | A Day                      | 하루                 | Y tá cứu thương       |
| 2002 |                          | Pumhaeng zero (No Manners) | 품행제로             | Công chúa Oh          |
| 2003 | Tình đầu cuồng phong     | First Love Rally           | 첫사랑 사수 궐기대회 | Người phụ nữ lãnh đạm |
| 2003 |                          | Spring Breeze              | 불어라 봄바람        | Yoo-na                |
| 2004 |                          | Superstar Mr. Gam          | 슈퍼스타 감사용      | Shin Hye-young        |
| 2005 | Mắt đỏ                   | Red eye                    | 레드 아이            | Soo-jin               |
| 2007 |                          | The Elephant on the Bike   | 파란 자전거          | Yoo-ri                |
| 2008 | Kẻ săn đuổi              | The Chaser                 | 추격자               | Thám tử Oh Eun-shil   |
| 2009 |                          | Fortune Salon              | 청담보살             | Soo-jung              |
| 2009 |                          | I Am Happy                 | 나는 행복합니다      | Y tá Young-sook       |
| 2009 |                          | Secret                     | 시크릿               | Hye-jin               |
| 2011 | Sui gia đại chiến        | Clash of the Families      | 위험한 상견례        | Jin-kyung             |
| 2011 |                          | Punch                      | 완득이               | Lee Ho-jeong          |
| 2013 |                          | 48m                        | 48미터               | Park Seon-hee         |
| 2013 |                          | The Flu                    | 감기                 | Cô giáo Jung          |
| 2013 | Kế hoạch báo thù         | The Five                   | 더 파이브            | Hye-jin               |
| 2014 | Tazza – Bàn tay của Chúa | Tazza: The Hidden Card     | 타짜: 신의 손        | Little Madam          |
| 2015 | Hồ sơ mật                | The Classified File        | 비수사               | Vợ của Gong Gil-yong  |
| 2015 | Một đêm kịch tính        | A Dramatic Night           | 극적인 하룻밤        | Joo-yeon              |
| 2016 | Không ngày mai           | No Tomorrow                | 섬. 사라진 사람들    |                       |
| 2017 |                          | Blue Busking               | 마차 타고 고래고래   |                       |
| 2018 |                          | The Pension                | 더 펜션              |                       |

## Giải thưởng và đề cử
| Năm  | Giải thưởng                       | Thể loại                                     | Phim            | Kết quả   | Ref.  |
| ---- | --------------------------------- | -------------------------------------------- | --------------- | --------- | ----- |
| 2008 | Liên hoan truyền hình Monte-Carlo | Nữ diễn viên xuất sắc trong phim truyền hình | Thám quan kỳ án | Đề cử     | [ 4 ] |
| 2012 | Giải thưởng phim Blue Dragon      | Nữ phụ xuất sắc nhất                         |                 | Đề cử     | [ 5 ] |
| 2012 | Giải thưởng phim truyền hình SBS  | Giải thưởng Ngôi sao mới                     | Kẻ săn đuổi     | Đoạt giải | [ 6 ] |